# Benzhou
Die Benzhou Vehicle Industry Group Co., Ltd. wurde am 20. Mai 1997 gegründet. Ansässig ist sie in Taizhou (Zhejiang), Volksrepublik China. Dort werden pro Jahr ca. 200.000 Motorräder und Roller von 50 bis 150 cm³, 300.000 Motoren und 150.000 Elektrofahrzeuge hergestellt. Produziert wird nach Industrienorm ISO 9001. Mit etwa 1.000 Mitarbeitern wird nach eigenen Angaben zu Beginn des Jahres 2008 ein Umsatz zwischen 50 und 100 Mio. USD erwirtschaftet. In Deutschland werden die Fahrzeuge unter verschiedenen Markennamen und Bezeichnungen, wie z. B. Hurrican X1 und X2 vertrieben.
In Deutschland wurden Benzhou Fahrzeuge auch unter dem Namen JackFox und Rex vertrieben. Deutschland General Importeur war die Firma Jack Fox in Eppingen, die im Jahr 2009 Insolvenz anmelden musste und heute weiterhin unter dem Namen Nova Motors agiert. Die Adresse und Geschäftsführer sind gleich geblieben, jedoch wurde das Fahrzeugangebot sehr weit zusammen gestrichen und man nahm andere Hersteller wie Vespa, Peugeot, Gilera, Daelim, ins Angebot nur um einige zu nennen. Offenbar wollte man damit eine  weitere Insolvenz vorbeugen, in dem man zusätzliche namhafte Marken mit ins Angebot aufnahm. 
Benzhou produziert vor allem Fahrzeuge im unteren Preissegment, die mit den Modellen anderer Hersteller baugleich sind.